# Ernest Harry Vestine
Ernest Harry Vestine (9 de mayo de 1906–18 de julio de 1968) fue un geofísico y meteorólogo estadounidense.

## Vida personal y carrera
Vestine nació en Minneapolis, Minnesota, en el seno de una familia de origen sueco. Con dos años de edad su familia se mudó a Alberta, Canadá, donde se crio. Se graduó en matemáticas y física en 1931 por la Universidad de Alberta. Al año siguiente se incorporó a la Oficina Meteorológica Canadiense en Toronto. Durante el Segundo Año Polar Internacional, 1932-1933, dirigió una expedición canadiense a Meanook, en la parte norte de Alberta. El equipo estableció un observatorio magnético en este lugar. En 1934 estudió en la Universidad de Londres, donde se doctoró en matemática aplicada en el año 1937.
A comienzos de la década de 1930 inició una colaboración con la Institución Carnegie de Washington, y en enero de 1938 fue contratado como ayudante por el Departamento de Magnetismo Terrestre del Instituto. Poco tiempo después ascendió a jefe del departamento de Estudio del Magnetismo Terrestre. A partir de 1946 dirigió la Sección de Geofísica Teórica. En 1947 coordinó una edición en dos volúmenes, en la que se recopilaron los trabajos sobre geomagnetismo del departamento. Además de sus investigaciones sobre geomagnetismo, colaboró en estudios dedicados a la sismología y a los rayos cósmicos.
En 1957 realizó trabajos relacionados con el Año Geofísico Internacional. Ese mismo año dejó el Departamento de Magnetismo Terrestre para incorporarse a la empresa RAND. Allí desarrolló estudios sobre ciencia planetaria y espacial, así como asuntos relacionados con la seguridad nacional. Desde 1964 hasta 1968 presidió la Unión Americana de Geofísica en su sección de Geomagnetismo.
Falleció en Santa Mónica, California.
Su hijo, Henry Vestine, se convirtió en un guitarrista famoso, tocando con Frank Zappa en los grupos The Mothers of Invention y Canned Heat.

## Publicaciones
Lista parcial de algunos de los escritos de Vestine:
- EH Vestine, "Noctilucent clouds", J. Roy. Astron. Soc. Can. 28, 1934.
- EH Vestine et al., "The Description of the Earth’s Main Magnetic Field and Its Secular Change, 1905-1945", 1947.
- EH Vestine et al., "The Geomagnetic Field: Its Description and Analysis", 1947.
- EH Vestine et al., "The geomagnetic field, its description and analysis", 1959.
- EH Vestine, "On Variations of the Geomagnetic Field, Fluid Motions, and the Rate of the Earth's Rotation", Proc Natl Acad Sci, 1952, December; 38(12).
- EH Vestine, "Polar, Magnetic, Auroral, and Ionospheric Phenomena", Rev. Mod. Phys. 32, 1960.

## Eponimia
- El cráter lunar Vestine lleva este nombre en su memoria.[2]

## Lecturas relacionadas
- Good, Gregory A., "Ernest Harry Vestine", New York: Oxford University Press, 1999.